# Filippo Simeoni
Filippo Simeoni es un exciclista profesional italiano que nació en Desio, en la Provincia de Monza y Brianza, en Lombardía, el 17 de agosto de 1971.
Sus grandes éxitos en el ciclismo han sido las dos etapas conseguidas en la Vuelta a España y el Campeonato de Italia de ciclismo en ruta de 2008. Pese a que ha cosechado éxitos de importancia, Simeoni es célebre en el panorama ciclista debido a la polémica mantenida con Lance Armstrong.

## Biografía
Debutó como profesional en 1995 en el equipo Carrera, comandado por Claudio Chiappucci. Durante los primeros años como profesional no consiguió victorias, pero destacó en su faceta de gregario.
A partir de 2000 llegaron los mejores años de la carrera de Filippo ganando etapas en pruebas importantes como el Tour de Luxemburgo o el Regio-Tour.
Sin embargo, sus éxitos más importantes se desarrollaron en España, con dos victorias en la Vuelta, los años 2001 y 2003, en etapas con final en Cuenca y Collado Villalba, respectivamente. Especialmente llamativa fue la victoria de Cuenca donde llegó en solitario y decidió bajarse de la bicicleta y cruzar la línea de meta a pie, circunstancia que comenzó a forjar su fama de ciclista excéntrico. Posteriormente, reconoció que este acto fue un tributo a las víctimas del atentado del 11 de septiembre en Nueva York, ocurrido escasos días antes.
Durante 2001 Filippo Simeoni reconoció haberse dopado con EPO y otras hormonas, siempre recetadas y bajo el control médico del italiano Michele Ferrari, casualmente el mismo médico personal que el estadounidense Lance Armstrong. Filippo nunca llegó a acusar públicamente a Armstrong pero sembró la duda sobre los triunfos del tejano, que le acusó de mentiroso y de traidor. Desde ese momento, la enemistad entre ambos fue pública y notoria. Se escenificó durante la 18º etapa del Tour de Francia de 2004. El italiano decidió ir a atrapar la fuga buena de la jornada y Lance, con el maillot amarillo y con su sexto Tour en el bolsillo saltó tras él para imposibilitar su escapada. Llegaron a contar con una ventaja de dos minutos, pero rápidamente fueron neutralizados.
Años después, Benjamín Noval, compañero de Armstrong en US Postal en aquella época, reconoció que era una regla del equipo arruinar cualquier opción de victoria de Simeoni, con la venganza por sus palabras como único pretexto.
Simeoni fue uno de los primeros ciclistas que reconoció abiertamente que había usado sustancias ilegales, y esta circunstancia provocó el rechazo de gran parte del pelotón y fue considerado un ciclista díscolo, especialmente por sus propios compatriotas.
En 2008 se convirtió en campeón de Italia, cosa que le animó a seguir en activo una temporada más, para poder lucir el maillot tricolor.

## Palmarés
2000
- 1 etapa del Tour de Luxemburgo
- Regio-Tour, más una etapa

2001
- 1 etapa de la Vuelta a España

2003
- 1 etapa de la Vuelta a España

2004
- 1 etapa de la Vuelta a Austria

2005
- 1 etapa de la Vuelta al Lago Qinghai

2008
- Campeonato de Italia en Ruta

## Resultados en Grandes Vueltas y Campeonatos del Mundo
Durante su carrera deportiva consiguió los siguientes puestos en las Grandes Vueltas y en los Campeonatos del Mundo en carretera:
| Carrera         | 1995  | 1996 | 1997 | 1998 | 1999 | 2000  | 2001 | 2002 | 2003  | 2004  | 2005 | 2006 | 2007 | 2008 | 2009 |
| --------------- | ----- | ---- | ---- | ---- | ---- | ----- | ---- | ---- | ----- | ----- | ---- | ---- | ---- | ---- | ---- |
| Giro de Italia  | -     | 49.º | Ab.  | -    | 90.º | 104.º | Ab.  | -    | -     | -     | -    | -    | -    | -    | -    |
| Tour de Francia | -     | -    | -    | 55.º | -    | -     | -    | -    | -     | 118.º | -    | -    | -    | -    | -    |
| Vuelta a España | 118.º | -    | 69.º | -    | Ab.  | -     | 61.º | -    | 118.º | -     | -    | -    | -    | -    | -    |
| Mundial en ruta | -     | -    | -    | -    | -    | -     | -    | -    | -     | -     | -    | -    | -    | -    | -    |

-: No participa

Ab.: Abandono

## Equipos
- Carrera Jeans (1995-1996)
- Asics-CGA (1997-1998)
- Riso Scotti (1999)
- Amica Chips (2000)
- Cantina Tollo/Acqua & Sapone (2001-2002)
  - Cantina Tollo (2001)
  - Acqua & Sapone (2002)
- Domina Vacanze (2003-2004)
- Naturino-Sapore di Mare/Aurum Hotels
  - Naturino-Sapore di Mare (2005-2006)
  - Aurum Hotels (2007)
- Ceramica Flaminia (2008-2009)